# Wodorek argonu
Wodorek argonu, HAr – hipotetyczny związek chemiczny argonu i wodoru.
W latach 70. XX wieku zostały obliczone krzywe potencjału jonu molekularnego wodorku argonu ArH+
 oraz jego ciepła tworzenia dla wybranych reakcji, a następnie kation ArH+
 został otrzymany w wyniku reakcji jonów argonu Ar+
 z metanem.
W 2013 roku pojawiły się doniesienia o odkryciu przez zespół prof. Michaela J. Barlowa cząsteczek wodorku argonu w pozostałościach po wybuchu supernowej w Mgławicy Kraba. W rzeczywistości odkryto linie emisyjne opisanego wyżej jonu molekularnego ArH+
, a nieporozumienie prawdopodobnie wynikało z mylących tytułów artykułów poświęconych temu tematowi oraz sugestii Barlowa, że w Mgławicy Kraba istnieją obszary przejściowe pomiędzy gazem zjonizowanym i cząsteczkowym, w których wodorek argonu może się tworzyć i przetrwać.
Teoretycznie rozważana jest także możliwość istnienia jeszcze jednego połączenia wodoru z argonem – kationu Ar
2H+
 – przeprowadzono modelowanie jego struktury i stabilności oraz obliczono widmo emisyjne.